# Államok vezetőinek listája 1891-ben
Ezen az oldalon az 1891-ben fennálló államok vezetőinek névsora olvasható földrészek, majd országok szerinti bontásban.

## Európa
- Andorra (parlamentáris társhercegség)
  - Társhercegek
    - Francia társherceg – Marie François Sadi Carnot (1887–1894), lista
    - Episzkopális társherceg – Salvador Casañas y Pagés (1879–1901), lista
- Belgium (monarchia)
  - Uralkodó – II. Lipót király (1865–1909)
  - Kormányfő – Auguste Beernaert (1884–1894), lista
- Dánia (monarchia)
  - Uralkodó – IX. Keresztély király (1863–1906)
  - Kormányfő – Jacob Brønnum Scavenius Estrup (1875–1894), lista
- Egyesült Királyság (parlamentáris monarchia)
  - Uralkodó – Viktória Nagy-Britannia királynője (1837–1901)
  - Kormányfő – Robert Gascoyne-Cecil (1886–1892), lista
- Franciaország (köztársaság)
  - Államfő – Marie François Sadi Carnot (1887–1894), lista
  - Kormányfő – Charles de Freycinet (1890–1892), lista
- Görögország (monarchia)
  - Uralkodó – I. György király (1863–1913)
  - Kormányfő – Teodórosz Delijánnisz (1890–1892), lista
- Hollandia (monarchia)
  - Uralkodó – Vilma királynő (1890–1948)
  - Kormányfő –
    1. Aeneas Mackay (1888–1891)
    2. Gijsbert van Tienhoven (1891–1894), lista
- Liechtenstein (parlamentáris monarchia)
  - Uralkodó – II. János herceg (1859–1929)
- Luxemburg (monarchia)
  - Uralkodó – Adolf nagyherceg (1890–1905)
  - Kormányfő – Paul Eyschen (1888–1915), lista
- Monaco (monarchia)
  - Uralkodó – I. Albert herceg (1889–1922)
- Montenegró (monarchia)
  - Uralkodó – I. Miklós király (1860–1918)
  - Kormányfő – Božo Petrović (1879–1905), lista
- Német Császárság (monarchia)
  - Uralkodó – II. Vilmos császár (1888–1918)
  - Kancellár – Leo von Caprivi (1890–1894), lista
- Olasz Királyság (monarchia)
  - Uralkodó – I. Umbertó király (1878–1900)
  - Kormányfő –
    1. Francesco Crispi (1887–1891)
    2. Antonio Starabba (1891–1892), lista
- Orosz Birodalom (monarchia)
  - Uralkodó – III. Sándor cár (1881–1894)
- Osztrák–Magyar Monarchia (monarchia)
  - Uralkodó – I. Ferenc József király (1848–1916)
  - Kormányfő –
    - Osztrák Császárság – Eduard Taaffe (1879–1893), lista
    - Magyar Királyság – Szapáry Gyula (1890–1892), lista
- Pápai állam (abszolút monarchia)
  - Uralkodó – XIII. Leó pápa (1878–1903)
- Portugália (monarchia)
  - Uralkodó – I. Károly király (1889–1908)
  - Kormányfő – João Crisóstomo (1890–1892), lista
- Román Királyság (monarchia)
  - Uralkodó – I. Károly király (1866–1914)
  - Kormányfő –
    1. Lascăr Catargiu (1889–1891)
    2. Ion Emanuel Florescu (1891)
    3. Lascăr Catargiu (1891–1895), lista
- San Marino (köztársaság)
  - San Marino régenskapitányai:
    1. Giuliano Belluzzi és Pietro Ugolini (1890–1891)
    2. Pietro Filippi és Federico Martelli (1891)
    3. Antonio Michetti és Pasquale Busignani (1891–1892), régenskapitányok
- Spanyolország (monarchia)
  - Uralkodó – XIII. Alfonz király (1886–1931)
  - Kormányfő – Antonio Cánovas del Castillo (1890–1892), lista
- Svájc (konföderáció)
  - Szövetségi Tanács:[1]
  - Karl Schenk (1863–1895), Emil Welti (1866–1891), elnök, Numa Droz (1875–1892), Louis Ruchonnet (1881–1893), Adolf Deucher (1883–1912), Walter Hauser (1888–1902), Emil Frey (1890–1897), Josef Zemp (1891–1908)
- Svédország (parlamentáris monarchia)
- Norvégia és Svédország perszonálunióban álltak.
  - Uralkodó – II. Oszkár király (1872–1907)
  - Kormányfő –
    1. Gustaf Åkerhielm (1889–1891)
    2. Erik Gustaf Boström (1891–1900), lista
- Szerbia (monarchia)
  - Uralkodó – I. Sándor király (1889–1903)
  - Kormányfő –
    1. Sava Grujić (1889–1891)
    2. Nikola Pašić (1891–1892), lista

## Afrika
- Asanti Birodalom (monarchia)
  - Uralkodó – Kwaku Dua III Asamu, Asantehene (1888–1896)
- Benini Királyság (monarchia)
  - Uralkodó – Ovonramwen király (1888–1897)
- Etiópia (monarchia)
  - Uralkodó – II. Menelik császár (1889–1913)
- Futa-Dzsalon (moszlim teokrácia)
  - Uralkodó – Almany Almadou (1873–1896)
- Kaffa Királyság (monarchia)
  - Uralkodó – Gaki Serocso császár (1890–1897)
- Kanói Emírség (monarchia)
  - Uralkodó – Muhammed Bello (1883–1893)
- Kongói Szabadállam
  - Uralkodó – II. Lipót király (1885–1909)
- Libéria (köztársaság)
  - Államfő – Hilary R. W. Johnson (1884–1892), lista
- Mahdi Állam (szakadár állam)
  - Államfő – Abdallahi ibn Muhammad (1885–1898)
- Marokkó (monarchia)
  - Uralkodó – I. Haszan szultán (1873–1894)
- Mohéli (Mwali) (monarchia)[2]
  - Uralkodó – Szalima Masamba szultána-királynő (1888–1909)
- Oranje Szabadállam (köztársaság)
  - Államfő – Francis William Reitz (1889–1895), lista
- Szokoto Kalifátus (monarchia)
  - Uralkodó –
    1. Umaru bin Ali (1881–1891)
    2. Abdur Rahman Atiku (1891–1902)

  - Kormányfő – Muhammadu Sambo ibn Ahmad (1886–1903)
- Szváziföld (monarchia)
  - Uralkodó – Tibati Nkambule királynő (1889–1894)
- Transvaal Köztársaság (köztársaság)
  - Államfő – Paul Kruger (1883–1902)
- Vadai Birodalom
  - Uralkodó – Juszuf kolak (1874–1898)
- Wassoulou Birodalom (monarchia)
  - Uralkodó – Samori Ture, császár (1878–1898)

## Dél-Amerika
- Argentína (köztársaság)
  - Államfő – Carlos Pellegrini (1890–1892), lista
- Bolívia (köztársaság)
  - Államfő – Aniceto Arce (1888–1892), lista
- Brazília (köztársaság)
  - Államfő –
    1. Deodoro da Fonseca (1889–1891)
    2. Floriano Peixoto (1891–1894), lista
- Chile (köztársaság)
  - Államfő –
    1. José Manuel Balmaceda (1886–1891)
    2. Manuel Baquedano (1891)
    3. Jorge Montt (1891–1896), lista
- Ecuador (köztársaság)
  - Államfő – Antonio Flores Jijón (1888–1892), lista
- Kolumbia (köztársaság)
  - Államfő – Rafael Núñez (1887–1894)
    1. Carlos Holguín Mallarino ügyvivő, (1888–1892), lista
- Paraguay (köztársaság)
  - Államfő – Juan Gualberto González (1890–1894), lista
- Peru (köztársaság)
  - Államfő – Remigio Morales Bermúdez (1890–1894), lista
- Uruguay (köztársaság)
  - Államfő – Julio Herrera y Obes (1890–1894), lista
- Venezuela (köztársaság)
  - Államfő – Raimundo Andueza Palacio (1890–1892), lista

## Észak- és Közép-Amerika
- Amerikai Egyesült Államok (köztársaság)
  - Államfő – Benjamin Harrison (1889–1893), lista
- Costa Rica (köztársaság)
  - Államfő – José Joaquín Rodriguez Zeledon (1890–1894), lista
- Dominikai Köztársaság (köztársaság)
  - Államfő – Ulises Heureaux (1887–1899), lista
- Salvador (köztársaság)
  - Államfő – Carlos Ezeta (1890–1894), lista
- Guatemala (köztársaság)
  - Államfő – Manuel Barillas (1885–1892), lista
- Haiti (köztársaság)
  - Államfő – Florvil Hyppolite (1889–1896), lista
- Honduras (köztársaság)
  - Államfő –
    1. Luis Bográn (1883–1891)
    2. Pariano Leiva (1891–1893), lista
- Kanada (parlamentáris monarchia)
  - Uralkodó – Viktória királynő (1837–1901)
  - Kormányfő –
    1. John A. Macdonald (1878–1891)
    2. John Abbott (1891–1892), lista
- Mexikó (köztársaság)
  - Államfő – Porfirio Díaz (1884–1911), lista
- Nicaragua (köztársaság)
  - Államfő –
    1. Roberto Sacaza (1889–1891)
    2. Ignacio Chávez (1891)
    3. Roberto Sacaza (1891–1893), lista

## Ázsia
- Aceh Szultánság (monarchia)
  - Uralkodó – Alauddin Muhammad Da'ud Syah II (1875–1903)
- Afganisztán (monarchia)
  - Uralkodó – Abdur Rahman Kán emír (1880–1901)
- Bhután (monarchia)
  - Uralkodó – Szangje Dordzsi druk deszi (1885–1901)
- Buhara
  - Uralkodó – ’Abd al-Ahad kán (1885–1911)
- Dálai Emírség (monarchia)
  - Uralkodó – Szaif ibn Szajf al-Amiri (1886–1911)
- Dzsebel Sammar (monarchia)
  - Uralkodó – Muhammad bin Abdullah (1869–1897), Dzsebel Sammar emírje
- Csoszon (monarchia)
  - Uralkodó – Kodzsong király (1863–1897)
- Hiva
  - Uralkodó – II. Muhammad Rahím Bahadúr kán (1864–1910)
- Japán (császárság)
  - Uralkodó – Mucuhito császár (1867–1912)
  - Kormányfő –
    1. Jamagata Aritomo (1889–1891)
    2. Macuka Maszajosi (1891–1892), lista
- Kína
  - Uralkodó – Kuang-hszü császár (1875–1908)
- Maszkat és Omán (abszolút monarchia)
  - Uralkodó – Fejszál szultán (1888–1913)
- Nepál (alkotmányos monarchia)
  - Uralkodó – Prithvi király (1881–1911)
  - Kormányfő – Bir Sumser Dzsang Bahadur Rana (1885–1901), lista
- Oszmán Birodalom (monarchia)
  - Uralkodó – II. Abdul-Hamid szultán (1876–1909)
  - Kormányfő –
    1. Kámil pasa (1885–1891)
    2. Ahmed Cevat Sakír pasa (1891–1895), lista
- Perzsia (monarchia)
  - Uralkodó – Nászer ad-Din sah (1848–1896)
- Sziám (parlamentáris monarchia)
  - Uralkodó – Csulalongkorn (1868–1910) király

## Óceánia
- Tonga (monarchia)
  - Uralkodó – I. Tupou király (1875–1893)
  - Kormányfő – Siaosi U. Tukuʻaho (1890–1893), lista